# Ted Curson
Ted Curson (3. června 1935 Filadelfie, Pensylvánie, USA – 4. listopadu 2012 Montclair, New Jersey, USA) byl americký jazzový trumpetista a hudební skladatel.
Ted Curson začal hrát na trubku ve svých deseti. Jeho otec si však přál, aby hrál na altsaxofon jako Louis Jordan. Studoval na Granoff School of Music. V roce 1956 se přestěhoval do New Yorku, kde nahrával například s Cecil Taylorem. Rovněž nahrával s Charlesem Mingusem, Andrew Hillem, Pepper Adamsem, Nickem Brignolem a Archie Sheppem.

## Sólová diskografie
- Plenty of Horn (1961)
- Fire Down Below (1962)
- Tears for Dolphy (1964)
- Flip Top (1964)
- The New Thing and the Blue Thing (1965)
- Urge (1966)
- Ode to Booker Ervin (1970)
- Pop Wine (1971)
- Typical Ted (1973)
- Cattin' Curson (1973)
- Quicksand (1974)
- Blue Piccolo (1976)
- Ted Curson and Co. (1976)
- 'Round About Midnight (1978)
- Snake Johnson (1979)
- I Heard Mingus (1980)
- Travelling On (1990)
- In Paris - Live at the Sunside (2007)
- Live in Paris - Plays the Music of Charles Mingus (2012)